# Stejlepladsen
Stejlepladsen er et område i Københavns Sydhavn.
Området ligger for enden af Bådehavnsgade ved Fiskerhavnen og Bådklubben Sjællandsbroen.
Området har været fiskerimiljø og naturområde.
Efter en kommunalplan fra 2019, kunne området udvikles til boligområde.
For udviklingen står virksomheden Udviklingsselskabet Stejlepladsen,
der blev oprettet i 2019.
Københavns Kommune havde gennem længere tid haft planer om et Ørestad Fælled Kvarter på Amager Fælled.
Under valgkampen til Kommunalvalget 2017 droppede overborgmesteren Frank Jensen disse planer.
Den manglende indtægt fra salg af byggegrunde betød af Københavns Kommune ønskede at finde andre områder der kunne udvikles, og 
her blev foreslået det såkaldte Vejlands Kvarter og Stejlepladsen.
Planen var 550 boliger i Stejlepladsen.
Et forslag til lovændring blev fremsat i  Folketinget i begyndelse af februar 2019.
Planerne om udviklen af Stejlepladsen medførte protester. 
I februar 2019 afleverede gruppen Fiskerhavnens Venner 17.500 underskrifter imod en ophævelse af naturfredningen.
Ændringen i loven blev gennemført i slutningen af marts 2019, hvor fredningen og strandbeskyttelseslinjen blev ophævet.
Kommanditaktieselskabet/partnerselskabet Udviklingsselskabet Stejlepladsen P/S er ejet af By og Havn og PFA Pension. Det sidstnævnte ejerskab er igennem virksomheden PFA DK Boliger Høj A/S.
Udviklingsselskabet Stejlepladsen satte gang i en arkitektkonkurrence, 
hvor man ønskede et etageareal på cirka 72.000 kvadratmeter i op til 24 meters højde og en bebyggelsesprocent på omkring 140.
Projektets formål lød "Udvikling af et bæredygtigt bykvarter med bæredygtige boliger, rekreativt storbyliv og grønne og blå fællesskaber."